# Membrette
Membrette är ett vattendrag i Belgien. Det ligger i den södra delen av landet, 120 km söder om huvudstaden Bryssel.
I omgivningarna runt Membrette växer i huvudsak blandskog. Runt Membrette är det ganska glesbefolkat, med 28 invånare per kvadratkilometer.